# Cimitero dei Colerosi di Napoli
Il cimitero dei Colerosi o sepolcreto dei Colerosi è un cimitero di Napoli non più in uso.
Sorge ai piedi del monte di Lotrecco, alle spalle del cimitero delle 366 Fosse.

## Storia
Nel 1836 una grave epidemia di colera colpì Napoli mietendo un altissimo numero di vittime. L'epidemia ebbe due fasi: la prima durò dal 2 ottobre 1836 all'8 marzo 1837. La seconda, più terribile della prima, dal 13 aprile al 24 ottobre 1837.
Per seppellire i cadaveri fu inizialmente aperta una fossa comune presso il monte di Lotrecco, a fianco del cimitero delle 366 Fosse, abbattendo un muro di quest'ultimo.
Il progetto per un cimitero ad hoc fu affidato all'architetto Leonardo Laghezza muovendo da un precedente progetto dell'architetto Luigi Santacroce. Laghezza progettò anche la chiesa del Purgatorio, presente nel complesso.
Il cimitero accolse circa diciottomila corpi, molti di questi custoditi da solenni monumenti e cappelle gentilizie.
È stato ampliato nel 1865 e nel 1884 ed ha adempiuto al suo scopo fino a quando fu dismesso e adibito a serra divenendo sede dell'ufficio giardini del Comune.
Le condizioni attuali del cimitero non sono ottime a causa della manutenzione da molto tempo inesistente che ha portato la crescita selvaggia di piante e arbusti. Tuttavia le tombe monumentali resistono all'incuria mantenendo condizioni abbastanza discrete di conservazione.

## Descrizione
Il cimitero presenta varie cappelle gentilizie o tombe monumentali ed è adornato da molte statue.
Lo status medio delle persone sepolte è riscontrabile dalle tombe stesse: i molti nobili e la borghesia benestante che cadde sotto i colpi del morbo.
Nel cimitero sono sepolti molti importanti personaggi dell'epoca:
- Bernardo di Guèrard, pittore di Francesco I imperatore d'Austria
- la duchessa Martina Caracciolo, sepolta in una cappella che ha la cupola a embrici smaltati
- Domenico Capitelli, insigne giureconsulto
- Raffaele Mariconda, avvocato
- Gaetano d’Avalos, principe di Montesarchio
- Carlo Antonio Manhes, generale di Francia
- Francesco Durante, tenente colonnello di Marina
- Achille Arnaud, famoso incisore di medaglie

Degna di menzione è sicuramente la statua di San Rocco, protettore dei colerosi, scolpita nel 1860 dai fratelli Vincenzo e Giuseppe Annibale e collocata nel 1866 in occasione dei lavori di ampliamento dell'anno precedente.